# Полонофобия
Полонофо́бия (пол. polonofobia) также антиполони́зм, (пол. antypolonizm) — разновидность ксенофобии, выражающейся в ненависти к полякам и/или Польше, польской культуре и т. п.
Термин «антиполонизм» был создан в Польше в начале XX века, впервые появившись в работе польского историка Францишека Буяка La question Juive en Pologne, как аналогия антисемитизму. Он был использован некоторыми польскими мыслителями в годы «Солидарности». Термин стал вновь активно использоваться в польских националистических кругах в 1990-е годы и в конце концов стал общеупотребительным, отражённым в ведущих польских газетах, таких как «Газета Выборча». В последние годы полонофобия, или антиполонизм, была подробно изучена в научных трудах польскими, немецкими, американскими и российскими исследователями.

## История

### Межвоенный период (1918—1939)

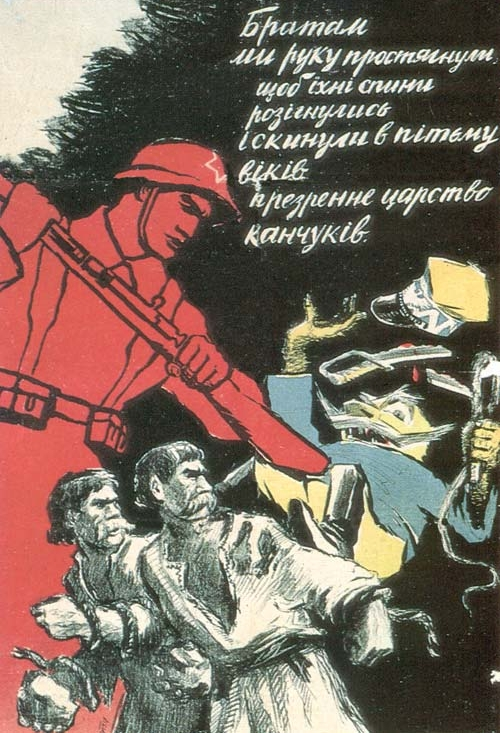
Советский пропагандистский плакат 1939 года, показывающий солдата Красной армии, выгоняющего польского землевладельца

После восстановления Польшей своей независимости в конце Первой мировой войны в виде Второй Речи Посполитой, вопрос новых польских границ был одним из самых трудных.
В межвоенной Германии полонофобия очень возросла. Американский историк Герхард Вайнберг отмечает, что многими немцами в Веймарской республике Польша воспринималась как нечто отвратительное, а её жители — как «восточноевропейский вид тараканов». Польшу обычно описывали как Saisonstaat (государство на сезон). Вайнберг отмечает, что в 1920—1930-е годы многие немецкие политики отказывались воспринимать Польшу в качестве легитимного государства и надеялись разделить её.
В СССР в межвоенный период также существовала полонофобия на довольно высоком уровне. Серьёзная напряжённость между СССР и Польшей сохранялась на протяжении всех 1920-х и 1930-х годов. Во внешней политике СССР доминировало представление о «пролетарской крепости», осаждаемой империалистами. Польша в эти годы рассматривалась в Советском Союзе как потенциальный противник номер 1. В такой международной обстановке многие поляки стали удобными мишенями и пополнили собой список жертв «охоты на шпионов». За 1924—1929 годы имели место сотни эпизодов расстрелов, по обвинению в шпионаже в пользу Польши, многие из которых впоследствии не подтверждались.
После раздела Польши между Германией и Советским Союзом, министр иностранных дел СССР Вячеслав Молотов на внеочередной пятой сессии Верховного Совета СССР 31 октября-2 ноября 1939 так оценит советское вторжение в Польшу: «Оказалось достаточным короткого удара по Польше со стороны сперва германской армии, а затем — Красной Армии, чтобы ничего не осталось от этого уродливого детища Версальского договора».
Британский историк Эй Джей Пи Тейлор написал в 1945 году, что национал-социализм был неизбежным, поскольку немцы «не признавали равенство наций Центральной и Восточной Европы».

## Польский сантехник
Во время дискуссии вокруг референдума по Европейской конституции в 2005 году во Франции получил известность образ польского сантехника. Это символический образ дешёвой рабочей силы из Восточной Европы, которая будет мигрировать в «старые» страны ЕС в результате принятия «Директивы по услугам на внутреннем рынке».
Голландский политик Фриц Болькенштайн, создатель «Директивы», на пресс-конференции в провокационном ключе заявил, что предпочёл бы нанять польского сантехника, так как стало сложно найти работника для ремонта его второго дома на севере Франции. Это заявление вызвало большую дискуссию во Франции. Как символ дешёвой рабочей силы, которая хлынет во Францию после принятия Евроконституции, «польского сантехника» упоминал правоконсервативный политик Филипп де Вилье (в его заявлении фигурировал ещё и «эстонский архитектор», не получивший, однако, такой же популярности). В свою очередь, этот образ использовали и сторонники законопроекта, обвиняя его противников в ксенофобии.
Образ «польского сантехника» был «перехвачен» самой Польшей. Появился рекламный плакат для французских туристов, где сантехник (а впоследствии также плакат с медсестрой) на французском языке призывает их ехать в Польшу: «Я остаюсь в Польше, приезжайте сколько хотите!». В образе «сантехника» предстал манекенщик Пётр Адамский.
Образ использовался также как символ свободного рынка труда Швейцарской социалистической партией, обыгравшей лозунг из Манифеста Коммунистической партии: «Plombiers de tous les pays, unissez-vous!» (Сантехники всех стран, соединяйтесь!).